# Frauen im deutschen Rechtsextremismus
Frauen im deutschen Rechtsextremismus betätigen sich in rechtsextremen Parteien, Organisationen und der Neonazi-Szene. Seit den 1990er Jahren organisieren sich rechtsextreme Frauen vermehrt eigenständig.

## Geschichte
Nationalistisch und völkisch gesinnte Frauen betätigten sich nach Ende des Zweiten Weltkriegs vor allem in rechten Hintergrundorganisationen, wie beispielsweise in der „Artgemeinschaft – Germanische Glaubens-Gemeinschaft wesensgemäßer Lebensgestaltung“ oder der „Gesellschaft für freie Publizistik“. In der 1952 gegründeten neonazistischen „Wiking-Jugend“ gab es die nach dem Führerprinzip organisierten „Mädelschaften“. Bis zu ihrem Verbot 1994 hatte die „Wiking-Jugend“ einen Frauen- und Mädchenanteil von 40 Prozent. Die Anschlussorganisation war bis zu ihrem Verbot 2009 die „Heimattreue Deutsche Jugend“. In der 1964 gegründeten Nationaldemokratischen Partei Deutschlands (NPD) waren von Anfang an auch Frauen aktiv, jedoch meist abseits der Öffentlichkeit und kaum wahrgenommen. Einige von ihnen, wie die niedersächsische Medizinerin Wilhelmine Steffens oder Marie–Adelheid Reuß zur Lippe aus Oldenburg, genannt „Mariadel“, hatten bereits im „Dritten Reich“ NS-Organisationen angehört. Frauen im Rechtsextremismus in West- und Ostdeutschland nach 1945 ist ein wenig erforschtes Gebiet, für die DDR könne man, so Esther Lehnert und Heike Radvan, von einer Leerstelle sprechen.
Bald nach der Wiedervereinigung wurden in den 1990er Jahren innerhalb der extremen Rechten eigenständige Frauen-Organisationen gegründet. Während Frauen bis dahin eher als „Anhängsel“ männlicher Rechtsextremisten galten, wurde deutlich, dass sich rechtsextreme Frauen in eigenen ideologisch gefestigten Kreisen aktiv engagieren. Die Journalistin und Politologin Andrea Röpke sagte 2012 gegenüber der Frankfurter Rundschau über Frauen in der Neonazi-Szene: „Die Rolle der Frauen wurde in den letzten Jahrzehnten unterschätzt, weil sie als Heimchen am Herd oder als unpolitische Freundin eines Skinheads wahrgenommen wurden. In den Medien und auch der breiten Öffentlichkeit wird immer davon ausgegangen, dass Frauen in die Szene nur reinrutschen, weil sie die Freundin eines Rechten sind und sie auch fast nichts über dessen Ansichten wissen. Es fällt uns schwer, einzugestehen, dass Frauen fanatisch sein können, dass sie die Strategien der Nazis ganz bewusst mittragen und mit dieser Einstellung sogar in sensiblen Bereichen wie Schulen und Kindergärten arbeiten.“

## Soziale Hintergründe
Eine Analyse von Karin Priester der sozialen Hintergründe von 500 Frauen, die für die drei rechtsextremen Parteien DVU, NPD und Die Republikaner zwischen 1998 und 2008 kandidiert hatten, ergab, dass der Anteil von Wahlbewerberinnen zunahm und sich zunehmend junge Frauen engagierten, gleichermaßen in den alten und neuen Bundesländern. Vor allem Frauen aus dem selbständigen Mittelstand sowie dem Niedriglohnsektor bildeten das rechtsextreme Potential. Überproportional vertreten waren bildungsschwache Frauen in schlecht bezahlten ausführenden Dienstleistungsberufen mit dem Schwerpunkt bei Verkäuferinnen und in medizinisch-pflegerischen Berufen. Fast die Hälfte aller Wahlbewerberinnen waren im kleingewerblichen oder kaufmännischen Sektor tätig. 35 der Wahlberwerberinnen waren Akademikerinnen und Studentinnen. Sieben Frauen waren arbeitslos. Frauen in freien kulturellen Berufen fehlten völlig. Man könne jedoch nicht von einem Determinismus ausgehen, wonach Frauen aus dem Kleinbürgertum eher zum Rechtsextremismus neigten. Vielmehr lasse sich auf einer mikrosoziologischen Ebene der Einfluss von innerfamiliären Konstellationen und milieubedingten Faktoren auf die Hinwendung zum Rechtsextremismus zeigen.

## Quantitativer Frauenanteil in der extremen Rechten
Rechtsextremismus ist traditionell männlich geprägt. Die ideologisch-programmatischen Aussagen der rechtsextremen Parteien sprechen ebenso dafür wie die innerparteiischen Hierarchien sowie die von Männern beherrschten freien Kameradschaften. Doch der Anteil von Frauen als politische Funktionsträgerinnen, vor allem auf der kommunalen Ebene, und als Aktivistinnen wächst ständig und wird nach Studien auf ca. 20 Prozent geschätzt. Bei Wahlen kommen für rechtsextreme Parteien ein Drittel der Stimmen von Frauen, zwei Drittel von Männern. Bei den rechtsextremen Einstellungen ist das Verhältnis von Frauen und Männer ausgewogen. Laut der Sozialwissenschaftlerin Renate Bitzan setzen Männer jedoch häufiger als Frauen ihre rechtsextremen Einstellungen in Handlungen um. Der Anteil junger Mädchen und Frauen der Szene, die gewalttätig oder gewaltbereit sind, wurde von den Expertinnen des Forschungsnetzwerkes Frauen und Rechtsextremismus auf rund zehn Prozent geschätzt. Ihr Hass richtet sich wie bei den Männern gegen Migranten, Obdachlose, politische Gegner und Homosexuelle. Rechtsextreme Gewalttäter sind überwiegend männlich. Zu etwa fünf bis zehn Prozent waren Frauen an rechtsextrem motivierten Straftaten beteiligt. Beispielsweise gab es in Berlin 2019 insgesamt 77 rechtsextrem motivierte Gewaltdelikte, davon wurden 66 männliche Tatverdächtige ermittelt.

## Geschlechterrollen
Die Gleichberechtigung von Mann und Frau wird meist aufgrund der ideologisch vorgegebenen Rollenverteilung der Geschlechter relativiert bis abgelehnt. Gender Mainstreaming mit dem Ziel der Gleichstellung von Menschen unterschiedlichen Geschlechts in ihrer jeweils spezifischen Lebenssituation lehnen die meisten rechtsextremistischen Frauen als „gegen das Wesen der Frau“ ab. Gleichzeitig kommt den Frauen in der Szene inzwischen eine strategische Schlüsselrolle zu, vor allem als Türöffner in die demokratische Alltagskultur. Sie sind vor allem in sozialen Berufen wie dem Kindergarten aktiv, aber auch als Elternvertreterinnen, um so unterschwellig die Akzeptanz gegenüber rechtsextremen Gedanken zu erhöhen. In der ideologischen Festigung und der aktionistischen Orientierung stehen sie ihren männlichen Pendants in nichts nach, es lassen sich inzwischen auch Frauen-Kameradschaften nachweisen. Auch in der Kommunalpolitik sind rechtsextreme Frauen inzwischen sehr aktiv. Diese Tätigkeiten sind für die rechtsextreme Szene im Gesamten nicht zu unterschätzen. Vor allem mit der Kindererziehung wird rechtsextremes Gedankengut an die nächste Generation herangetragen. Dadurch, dass die Frauen bewusst sanfter und friedfertiger als ihre männlichen Gegenstücke auftreten, erregen sie weniger Misstrauen als die oftmals martialisch auftretenden männlichen Rechtsextremisten und finden dadurch in der Gesellschaft mehr Anknüpfungspunkte.
Zwar sind in der NPD inzwischen Frauen auf der Führungsebene und als Mandatsträgerinnen aktiv, sowohl in der Kommunalpolitik als auch auf der Bundesebene, doch komme es laut der Journalistin Andrea Röpke immer wieder vor, dass Frauen zugunsten eines Mannes auf ihren Listenplatz oder ein Amt verzichten müssten. Die sächsische NPD-Landtagsabgeordnete Gitta Schüßler kritisierte 2009 als Vorsitzende der Partei-Frauenorganisation Ring Nationaler Frauen (RNF) diese Praxis und musste daraufhin von diesem Amt zurücktreten.
Bei der rechtsextremen Identitären Bewegung, die in Deutschland erst seit 2012 entstand, ist einerseits das Auftreten weiblicher Akteure selbstbewusst und bestimmt. Von ihnen wird beispielsweise die völkisch-rassistische Kampagne „120 Dezibel“ getragen, die eine Gewalt gegen Frauen durch Muslime und Zuwanderer anprangert und nach Einschätzung von Wissenschaftlern durch die Ausblendung anderer Strukturen von sexueller Gewalt gezielt Ängste schürt und diese zur Stimmungsmache instrumentalisiert. Andererseits vermitteln auch die identitären Aktivistinnen auf ihren Postings und Videos traditionelle und konventionelle Werte sowie die klassische Rollenverteilung. Bei den Identitären werde, so die Rechtsextremismus-Expertin Heike Radvan, Frauen die Verantwortung für den Erhalt der „Volksgemeinschaft“ übertragen. Die Literatur- und Politikwissenschaftlerin Judith Goetz verwies auf die Ideologie der Identitären Bewegung, der zufolge „Menschen, Kulturen, Völker zwar gleichwertig seien, aber nicht gleichartig“. Entsprechend bedürften auch „Mann und Frau […] aufgrund ihrer Verschiedenartigkeit unterschiedlicher Behandlung“. Migranten und Linke würden pauschal als frauenfeindlich diffamiert, wohingegen man sich selbst als Verteidiger von Frauenrechten inszeniere. Gleichberechtigung werde als „unser Wert“ verkauft, aber auch einem „anerzogenen Geschlechterkampf“ gegenübergestellt, der die „natürliche“ Beziehung zwischen Männern und Frauen zerstören und Frauen nach Ansicht der Gruppierung Identitäre Mädels und Frauen eine „Opferidentität aufzwäng[en]“ würde.

## Ideologie
Frauen im Rechtsextremismus vertreten eine völkisch-nationale Einstellung und lehnen zum großen Teil pluralistische Gesellschaftsstrukturen ab. Sie sprechen sich für eine völkisch orientierte Familienpolitik aus. Sie sehen Frauen für die Rolle als „Garant der Familie“ vor dem Hintergrund des nationalen und „arischen“ Gedankens vorgesehen.
Bei allen Frauengruppen der rechtsextremen Szene bilden Rassismus und Nationalismus die ideologische Klammer.

### Neo-Artamanen
Als „Artamanen“ bezeichneten sich die Mitglieder des formal 1926 in München gegründeten „Bund Artam e. V.“. Er gehörte zum deutschnationalen Flügel der Deutschen Jugendbewegung und war ein radikal-völkischer Siedlungsbund. Seit Anfang der 1990er Jahre haben sich mehrere Familien als sogenannte „Neo-Artamanen“ zwischen Teterow und Güstrow in Mecklenburg-Vorpommern angesiedelt. Sie kaufen Häuser und Höfe in Regionen, die von Landflucht betroffen sind und machen Bio–Bauerntum zu ihrer Lebensgrundlage. Das Portal „Endstation Rechts“ nennt die Gruppierung „völkisch“ und „rechtsgesinnt“. Nach einer Schätzung von 2017 gab es deutschlandweit rund 1000 völkische Siedler. Vor dem Hintergrund eines rekonstruierten neuheidnisch-germanischen Glaubenssystems spielen Frauen in der Bewegung der Artamanen eine entscheidende Rolle als Rückhalt der in der völkischen Ideologie und rechtsextremen Tradition verwurzelten Familien.

## Organisationen

### Gemeinschaft deutscher Frauen (GDF)
Die Gemeinschaft deutscher Frauen ist die älteste Frauenorganisation der extremen Rechten in Deutschland. Sie ging aus dem „Skingirl Freundeskreis Deutschland“ hervor, die erste Gruppierung, die junge rechtsextreme Frauen seit Beginn der 1990er Jahre in Selbstorganisation gründeten. „Skingirl“ stand dem rechtsextremen Musiknetzwerk Blood & Honour nahe. Aus Angst vor einem möglichen Verbot löste sich der Skingirl-Freundeskreis auf. Ehemalige Mitglieder gründeten 2001 die Gemeinschaft Deutscher Frauen. Organisatorisch war die GDF eng mit der verbotenen Heimattreuen Deutschen Jugend verbunden, bis diese am 31. März 2009 durch den damaligen Bundesinnenminister Wolfgang Schäuble mit sofortiger Wirkung als verfassungsfeindlich verboten wurde.
Das Frauenbild der GDF orientiert sich an dem von den Nationalsozialisten im Dritten Reich propagierten. Sie sehen sich selbst als „Frauenkameradschaft“ und ihre Anhängerinnen als „Mutterfrauen“. Viele der Frauen führen ein Doppelleben. Ihre Treffen sind konspirativ.
Der „Skingirl-Freundeskreis Deutschland“ war Vorbild für weitere Gründungen rechter Frauengruppen. Nach Recherchen des Frauennetzwerks „Frauen und Rechtsextremismus“ entstanden etwa 40 extrem rechte Frauengruppen seit den 1990er Jahren.

### Mädelring Thüringen (MRT)
Der „Mädelring Thüringen“ war eine Gruppierung innerhalb der Neonazi-Kameradschaftsszene und wurde von Isabell Pohl und Mareike Bielefeld in den 2000er Jahren in Thüringen gegründet. Er war eine der wenigen reinen „Mädelkameradschaften“ und bezeichnete sich selbst als „Zusammenschluss aktiver nationaler Sozialistinnen, der den Befreiungskampf speziell in Thüringen unterstützen möchte“. Unter dem Label „Nationale Sozialisten“ präsentieren sich Neonazis, die dem Flügel der NSDAP um die Brüder Gregor und Otto Strasser huldigen. Die Strukturen des „Mädelrings“ waren im weiblichen Zweig der Hitlerjugend, dem BDM, verwurzelt. Das Informationsheft 1/2004 des „Mädelrings“ begrüßte die Leserinnen mit „Heil euch, Kameradinnen und Kameraden!“ In ihrer Selbstdarstellung arbeitete der „Mädelring“ mit einem modernisierten Frauenbild. Die Gruppe veröffentlichte ein Manifest zum „Nationalen Feminismus“ mit dem Motto: „Deutsche Frauen wehrt euch - gegen das Patriarchat und politische Unmündigkeit“. Die Kritik richtete sich vor allem gegen die eigene Szene.
Im Verfassungsschutzbericht von 2007 des Landes Thüringen tauchte der „Mädelring“ nicht mehr namentlich auf, was dem Rückgang seiner Aktivitäten entspricht.

### Ring Nationaler Frauen (RNF)
Der Ring ist eine bundesweite Unterorganisation der NPD. Sie wurde am 16. September 2006 gegründet. Edda Schmidt ist Bundessprecherin. Der NPD-Parteivorstand (in dem damals keine Frau vertreten war) beschloss im September 2006 in Sotterhausen, einen Ring Nationaler Frauen als Unterorganisation der NPD zu gründen, der „den Frauen in der NPD als Sprachrohr dienen“, aber auch für „national denkende, parteienungebundene Frauen ein Ansprechpartner“ sein soll. Initiatorinnen des Projektes waren die sächsische NPD-Landtagsabgeordnete Gitta Schüßler (Gründungsvorsitzende), das niedersächsische NPD-Mitglied Katharina Becker sowie Judith Rothe von der NPD Sachsen-Anhalt. Die meisten Interessentinnen kamen aus den neuen Bundesländern und Berlin.
Die Organisation ist offiziell nach dem Vorbild der Frauenorganisationen anderer, demokratischer Parteien wie der Frauen-Union oder der Arbeitsgemeinschaft sozialdemokratischer Frauen organisiert beziehungsweise ahmt deren Strukturebenen nach.

## Beteiligung von Frauen im Rechtsterrorismus
Beate Zschäpe war nicht die erste neonazistische Frau, die an rechtsterroristischen Taten beteiligt war. Frauen wurden jedoch lange nicht oder kaum als aktiver und nicht selten militanter Teil der extrem rechten Bewegung wahrgenommen. Zu Beginn der 1980er Jahre bis 1982 verübten rechtsterroristische Gruppen Anschläge mit bis zu 20 Todesopfern. An Organisation und Vorbereitung, sei es bei den „Deutschen Aktionsgruppen“, in der „Volkssozialistischen Bewegung“ oder in der „Wehrsportgruppe Hoffmann“, wirkten Frauen verantwortlich mit.

## Liste bekannter Aktivistinnen
Exemplarisch werden hier weitgehend bekannte Protagonistinnen der rechtsextremistischen Szene in Deutschland vorgestellt.

### Jasmin Apfel
Jasmin Apfel (geb. Langer, * 1983) war in der NPD und rechtsextremistischen Organisationen tätig, trat jedoch 2012 aus der Partei aus und distanzierte sich 2017 öffentlich von der nationalistischen Ideologie.
Jasmin Apfel war, wie ihr ehemaliger Ehemann Holger Apfel, mit dem sie vier Kinder hat, in der NPD aktiv. Sie war seit 2006 Mitglied im Ring Nationaler Frauen (RNF), bekleidete dort seitdem verschiedene Positionen und legte dort am 30. Juli 2012 alle Funktionen nieder. Trotz ihrer öffentlichen Distanzierung von der nationalistischen Ideologie blieb sie zunächst weiterhin Mitglied im Bundesvorstand der rechtsextremistischen Gesellschaft für freie Publizistik. Später brach sie gänzlich mit der Neonazi-Szene und nahm am Aussteigerprogramm Sachsen teil.

### Maria Fank
Maria Fank (* 1989) ist Aktivistin in der Partei Die Heimat (vormals NPD) und im Bundesvorstand des Ring Nationaler Frauen in Berlin tätig.
Sie fordert beispielsweise ein Abtreibungsverbot für deutsche Frauen und ein „Muttergehalt“ für „Abstammungsdeutsche“. Sie gilt als eine der aktivsten Neonazistinnen in der Hauptstadt. In ihren Reden gibt sie sich als „besorgte Mutter“, die, durchzogen von rassistischen und nationalistischen Vorstellungen, von „unseren“ Kindern spricht. Fank hat gute Verbindungen zur militanten Naziszene. Sie trat mit Hetze gegen neue Flüchtlingsunterkünfte, gegen Schwarze und Homosexuelle hervor.

### Stella Hähnel
Stella Hähnel (geborene Palau, * 1972 in Berlin) ist eine deutsche Politikerin (Die Heimat (vormals NPD)) und Mitglied des Bundesparteirates. Mitte der 2000er Jahre wohnte Hähnel in Hohen Neuendorf (Landkreis Oberhavel), zog später nach Am Mellensee (Landkreis Teltow-Fläming) um.
Hähnel ist seit Beginn der Neunzigerjahre in der rechtsextremen Szene Berlin-Brandenburgs aktiv. Zunächst war sie einer der führenden Köpfe im Skingirl-Freundeskreis Deutschland (SFD). Nach dessen Selbstauflösung gründete sie mit anderen Aktivistinnen die Gemeinschaft Deutscher Frauen (GDF). Zu der Zeit war sie mit dem Berliner Neonazi-Kader Oliver Schweigert verheiratet. Sie war auch an der Gründung der NPD-Frauenorganisation Ring Nationaler Frauen (RNF) beteiligt und wirkt als dessen Pressesprecherin. Bis zu deren Verbot war Hähnel mit ihrem Mann in der Heimattreuen Deutschen Jugend (HDJ) aktiv. Sie ist Mitglied im Bundesvorstand der NPD.
Stella Hähnel ist verheiratet mit dem Liedermacher, Kameradschaftsaktivist und Landesvorsitzenden der Berliner NPD Jörg Hähnel.

### Ivonne Mädel

Ivonne Mädel, 2003

Ivonne Mädel (* 1982 in Meiningen) ist eine der wenigen Neonazistinnen, die bei überregional bedeutsamen Demonstrationen als Rednerinnen auftreten. Mädel engagierte sich zunächst im „Freien Nationalen Widerstand“ in Meiningen und gehört zum Umfeld des „Mädelrings Thüringen“.
Mädel ist gelernte Fleischereifachverkäuferin und versteht sich politisch als „freie, parteiungebundene Aktivistin“. Sie kommt aus dem Umfeld des Hamburger Aktivisten Christian Worch und trat 2002 erstmals als Rednerin bei einem Neonazi-Aufmarsch in Erscheinung. Sie sprach auch beim „2. Thüringentag der nationalen Jugend“ in Gotha 2003.
Thematisch umfassen ihre Vorträge die Kritik an der Wehrmachtsausstellung, Meinungsfreiheit, die EU-Osterweiterung bis hin zum Irakkrieg. Sie sprach sich im Juni 2004 in Dortmund gegen den Bau „irgendwelcher Moscheen oder Synagogen oder sonstigem Zeug“ aus. 2004 initiierte die Neonazistin sogenannte „Montagsdemos“ gegen die Agenda 2010 in Südthüringen, etwa in Suhl und Meiningen.

### Judith Rothe

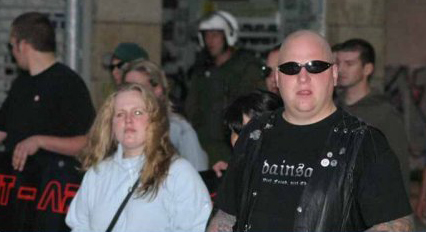
Judith Rothe (links)

Judith Rothe (* 1979) ist Neonazistin und eine Aktivistin des „Rings Nationaler Frauen“ in Sachsen-Anhalt.
Rothe ist gelernte Einzelhandelsfrau. Gemeinsam mit ihrem Lebensgefährten Enrico Marx betreibt sie seit 2003 die ehemalige Gaststätte „Zum Thingplatz“ in Sotterhausen, die der Magdeburger Verfassungsschutz als „Treffpunkt von herausragender Bedeutung“ der Neonazi-Szene eingestufte. Zusammen mit Katharina Becker (NPD Niedersachsen) und Gitta Schüßler gründete sie am 16. September 2006 in Sotterhausen einen „Nationalen Frauenring“ als bundesweite Frauenorganisation der NPD und fungierte als stellvertretende Vorsitzende der in „Ring Nationaler Frauen“ umbenannten Organisation. Sie war stellvertretende Landesvorsitzende der NPD Sachsen–Anhalt. Bei den Kommunalwahlen im April 2007 kandidierte sie und konnte mit 15 Prozent der Stimmen in den Kreistag des Landkreises Mansfeld-Südharz einziehen. „Das Bild der friedfertigen, politisch aktiven Mutter“ sei bei der Bevölkerung gut angekommen. Nach Mitteilung des NPD-Landesverbands Sachsen-Anhalt trat sie 2013 aus der NPD aus.

### Edda Schmidt

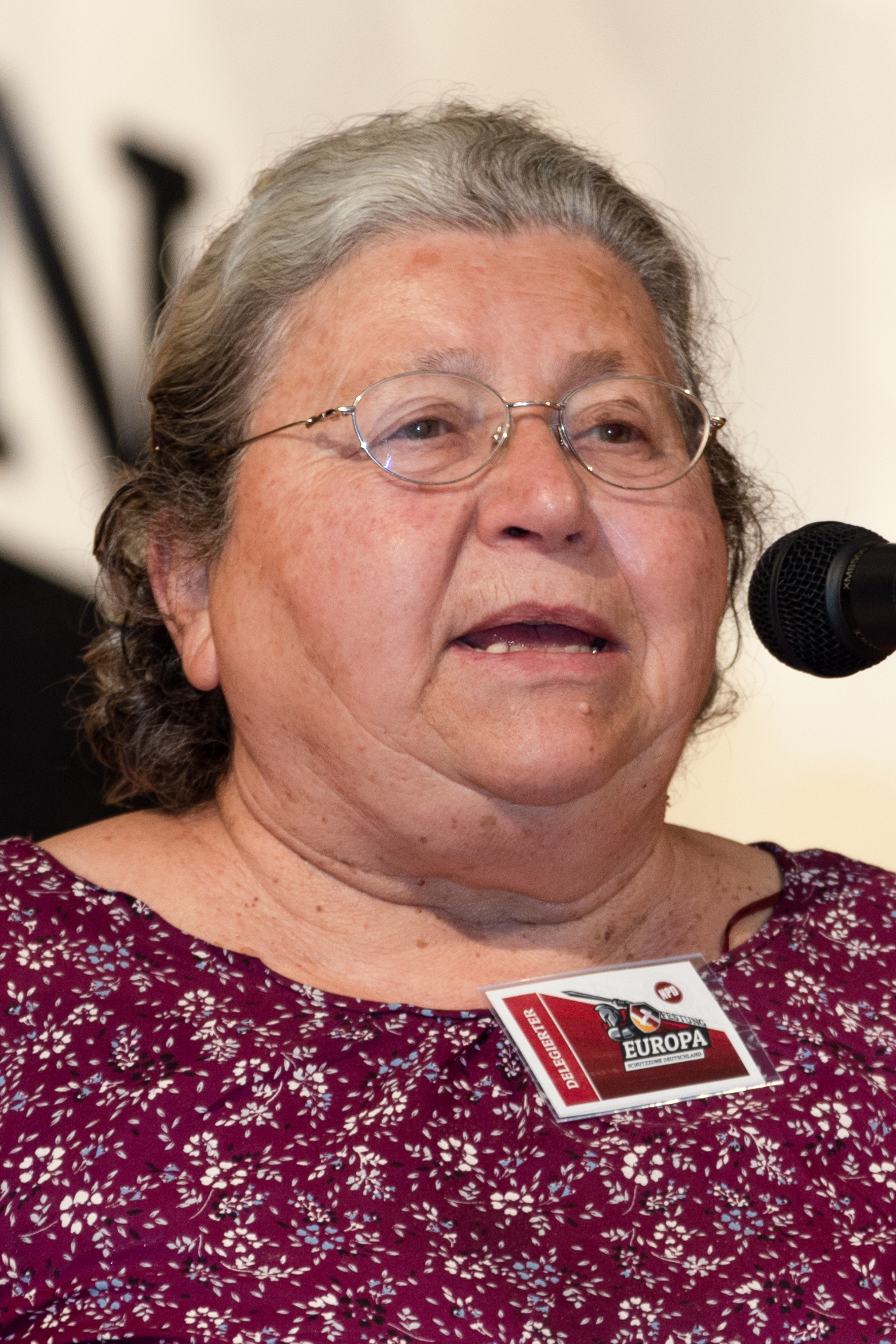
Edda Schmidt, 2018

Edda Schmidt (* 7. September 1948 in Niederösterreich) ist eine deutsche NPD-Politikerin aus Bisingen, Baden-Württemberg.
Sie ist eine der ältesten aktiven Nationalistinnen in Deutschland und gilt als „Expertin für Rasse-Ideologie, Brauchtum und völkische Feiern“. Sie ist im Landesvorstand der NPD und war von 2009 bis 2012 Vorsitzende des Verbandes „Ring Nationaler Frauen“. In dem NPD-Blatt „Deutsche Stimme“ schrieb sie regelmäßig über die „ureigenen“ Brauchtümer der Deutschen, beklagte „Überfremdung“ und den „Niedergang des Bauerntums“. Mit ihrem Mann betreibt sie ein auf NS-Literatur spezialisiertes Versandantiquariat. Beide wurden 1997 wegen Volksverhetzung rechtskräftig zu einem Jahr und acht Monaten auf Bewährung verurteilt. 2008 folgte die Verurteilung wegen Verunglimpfung des Staates. 2021 war sie Kandidatin der NPD zur Bundestagswahl in Baden-Württemberg.
Edda Schmidts Vater, Sepp Biber, war Angehöriger der SS-Panzer-Division „Hitlerjugend“ und nach dem Krieg aktiv in der „Wiking-Jugend“. Ihre Tochter war 2018 Lehramtsstudentin an der Uni Bremen und wird zu dem Netzwerk der „völkischen Siedler“ gerechnet.

### Melanie Schmitz
Melanie Schmitz (geboren 1994 oder 1995) ist eine Aktivistin der „Identitären Bewegung“ in Deutschland.
Sie gilt als „eine der prominentesten Politaktivistinnen“ der IB und engagierte sich auch bei „Ein Prozent für unser Land“. Sie lebt in Berlin und im Haus der Identitären Bewegung in Halle (Saale). Sie trat mit NS-Rap auf, u. a. auf der Wahlparty der AfD 2016 in Schwerin. Sie wird vom Verfassungsschutz beobachtet.

### Gitta Schüßler
Gitta Schüßler (* 1. September 1961 in Burgstädt) ist NPD-Politikerin und war 2004 bis 2014 Mitglied des sächsischen Landtags.
Nach Abschluss der 10. Klasse der POS ließ Schüßler sich zur Buchhändlerin ausbilden und ist nach einer Umschulung zur Bürokauffrau/Technische Sachbearbeiterin seit 1998 selbständig im Einzelhandel tätig. Sie ist verheiratet und hat drei Kinder.
2004 wurde Schüßler über die Landesliste der NPD in den Sächsischen Landtag gewählt und wurde Mitglied der NPD-Fraktion. Sie war Mitglied im Ausschuss für Schule und Sport sowie im Ausschuss für Umwelt und Landwirtschaft sowie stellvertretendes Mitglied im Ausschuss für Soziales, Gesundheit, Familie, Frauen und Jugend und im Petitionsausschuss. Am 21. Januar 2005 verließ Schüßler mitsamt der übrigen NPD-Fraktion den Sitzungssaal des sächsischen Landtags. Sie wollte nicht an einer Gedenkminute für die Opfer des Nationalsozialismus teilnehmen, nachdem der Landtag sich weigerte, auch eine Gedenkminute für deutsche Kriegsopfer abzuhalten. Bei der Bundestagswahl 2005 kandidierte sie erfolglos im Bundestagswahlkreis Chemnitzer Land – Stollberg. Schüßler ist Geschäftsführerin und Schatzmeisterin im Kreisverband Zwickau-Westsachsen der NPD. Zusammen mit Katharina Becker und Judith Rothe gründete Schüßler am 16. September 2006 in Sachsen-Anhalt den „Ring Nationaler Frauen“ als bundesweite Frauenorganisation der NPD.

### Beate Zschäpe
Beate Zschäpe (* 1975) ist eine deutsche Neonazistin und ehemaliges Mitglied der Terrorgruppe Nationalsozialistischer Untergrund.
Medien bezeichneten Beate Zschäpe als „Nazi-Braut“ (Bild-Zeitung). Dabei wurde von der Journalistin Andrea Röpke kritisiert, dass Zschäpe nicht als autonome Frau mit eigener neo-nationalsozialistischer Gesinnung, sondern als Frau, die mit zwei Rechtsterroristen zusammenlebte, dargestellt wird.

## Filme
- Braune Kameradin – Frauen in der Neonazi-Szene. Dokumentarfilm von Otto Belina, Andrea Röpke und Laas Boje. Bildungsvereinigung Arbeit und Leben, Braunschweig 2011, ISBN 978-3-932082-45-0 (DVD, 13 Minuten)
- Kriegerin. Spielfilm, Regie: David Wnendt, ZDF/Das kleine Fernsehspiel und Filmuniversität Babelsberg Konrad Wolf (106 Minuten)

## Ausstellung
- Rechtsextreme Frauen in der DDR der 1980er Jahre im Blick von MfS und Polizei. Wanderausstellung der der Amadeu Antonio Stiftung in Zusammenarbeit mit der Bundesstiftung zur Aufarbeitung der SED-Diktatur.[46]